# And It's Beautiful
And It's Beautiful è un singolo del gruppo musicale canadese Crash Test Dummies pubblicato nel 2010 come disco promozionale per il loro album Oooh La La!. Brad Roberts descrive la canzone come il primo brano d'amore che aveva mai scritto, in quanto la canzone sia più felice ed ottimista rispetto al materiale precedente della band.

## Significato
Il brano è una canzone d'amore in piena regola, il quale Brad Roberts la descrive come incredibilmente difficile da scrivere ed era un territorio che non avrebbe neanche pensato di toccare durante i suoi anni giovanili. La canzone è stata interpretata che sia sul rapporto di Brad con sua moglie.
I versi della canzone, come per esempio "We turn our water into wine/it's something we do all the time/it doesn't cost a single dime/And it's beautiful" ("Trasformiamo la nostra acqua in vino/è qualcosa che facciamo tutto il tempo/non costa un singolo dime/Ed è meraviglioso") sono notati per essere notevoli sia per la loro semplicità che per la loro capacità esprimere così tanto con così poco.
Il brano comprende un canto mantra nell'intervallo tra una strofa e l'altra, il quale è un'attività che Brad Roberts aveva appreso (insieme allo yoga) durante l'interruzione della band.

## Tracce
1. And It's Beautiful (radio edit) - 3:12
2. And It's Beautiful (album version) - 3:24

## Il video
Il video musicale di And It's Beautiful consiste in un montaggio di varie immagini, incluse delle nuvole che si muovono nel cielo, piante che fioriscono, ghiaccio che si scioglie, un carosello, rose che appassiscono e molti oggetti a forma di cuore. Il video usa anche l'animazione stop motion per rappresentare alcune scene dove si vede Brad Roberts che passeggia per strada.